# Aspera hiems symfonia/Constellation/My Angel
Aspera hiems symfonia/Constellation/My Angel ist eine Kompilation der norwegischen Metal-Band Arcturus. Sie enthält ihre ersten drei Veröffentlichungen und erschien 2002 bei Candlelight Records.

## Entstehung und Veröffentlichung
Tom Kvålsvoll von Strype Audio remasterte die Bänder von Arcturus’ beiden EPs My Angel und Constellation sowie des Debütalbums Aspera hiems symfonia, die aus der ersten Hälfte der 1990er Jahre stammen. Dabei stieß er auf zwei unveröffentlichte Stücke, die mit den remasterten Fassungen auf Doppel-CD veröffentlicht wurden.

## Titelliste

### CD1
Aspera hiems symfonia
1. To Thou who dwellest in the Night – 6:46
2. Wintry Grey – 4:34
3. Whence & whither goest the Wind – 5:15
4. Raudt og Svart – 5:49
5. The Bodkin & the Quietus – 4:36
6. Du Nordavind – 4:00
7. Fall of Man – 6:06
8. Naar Kulda Tar – 4:21

### CD2
1. The Deep is the Skies – 4:19
2. Cosmojam – 1:45

Constellation
1. Rødt og Svart – 6:09
2. Icebound Streams and Vapours Grey – 4:42
3. Naar Kulda Tar – 4:27
4. Du Nordavind – 4:30

My Angel
1. My Angel – 5:57
2. Morax – 6:29

## Rezeption
„Zwar handelt es sich […] um einen Re-Release, dieser macht aber in zweifacher Hinsicht Sinn. Zum einen wäre da ein deutlich überarbeiteter Sound, der mächtig drückt und zum anderen addiert sich anno 2002 mit dem zweiten Silberling noch diverses, bislang kaum erhältliches Material hinzu.“

„Im Hinblick auf ihre Gestaltung sind die drei Originalfassungen […] gegenüber der vorliegenden Zusammenstellung zu bevorzugen; zwar gehen auch die Urversionen kaum als Offenbarungen durch, allemal stimmungsvoller sind sie jedoch ohne Zweifel. Der Musik im recht abgesteckten Rahmen einer Re-Release-Rezension gerecht werden zu wollen, käme einer unzureichenden Würdigung der 1995 fast vollständig ausgeprägten Erhabenheit von ARCTURUS gleich […].“